# Allium valentinae
Allium valentinae är en amaryllisväxtart som beskrevs av Nikolai Vasilievich Pavlov. Allium valentinae ingår i släktet lökar, och familjen amaryllisväxter. Inga underarter finns listade i Catalogue of Life.